# Evgenikó
Evgenikó är en ort i Grekland.   Den ligger i prefekturen Nomós Évrou och regionen Östra Makedonien och Thrakien, i den nordöstra delen av landet, 400 km nordost om huvudstaden Aten. Evgenikó ligger 39 meter över havet och antalet invånare är 133.
Terrängen runt Evgenikó är platt åt nordost, men åt sydväst är den kuperad. Evgenikó ligger nere i en dal. Runt Evgenikó är det ganska glesbefolkat, med 48 invånare per kvadratkilometer. Närmaste större samhälle är Orestiáda, 17,3 km nordost om Evgenikó. Trakten runt Evgenikó består till största delen av jordbruksmark.